# 中島 (川崎市)
中島（なかじま）は、神奈川県川崎市川崎区の地名。現行行政地名は中島1丁目から中島3丁目。住居表示実施済区域。

## 地理
川崎区の北部に位置し、東に藤崎、南に大島、西に富士見、北に旭町と接している。

### 地価
住宅地の地価は、2025年（令和7年）1月1日の公示地価によれば、中島3丁目18-11の地点で33万3000円/m²となっている。

## 歴史

### 沿革
- 1939年（昭和14年）3月 - 耕地整理により、中島町1～2丁目を新設。
- 1972年（昭和47年）4月1日 - 川崎市が政令指定都市の制定に伴い、川崎区が新設。川崎市川崎区中島町（1〜2丁目）となる。
- 1972年（昭和47年）8月1日 - 住居表示の実施に伴い、中島町を廃止し、中島1丁目から中島3丁目を新設。また、藤崎と大島の各一部から編入[5][7]。

## 世帯数と人口
2025年（令和7年）6月30日現在（川崎市発表）の世帯数と人口は以下の通りである。
| 丁目      | 世帯数    | 人口    |
| --------- | --------- | ------- |
| 中島1丁目 | 610世帯   | 1,100人 |
| 中島2丁目 | 859世帯   | 1,541人 |
| 中島3丁目 | 861世帯   | 1,608人 |
| 計        | 2,330世帯 | 4,249人 |

### 人口の変遷
国勢調査による人口の推移。
| 年                 | 人口  |
| ------------------ | ----- |
| 1995年（平成7年）  | 4,525 |
| 2000年（平成12年） | 4,357 |
| 2005年（平成17年） | 4,309 |
| 2010年（平成22年） | 4,346 |
| 2015年（平成27年） | 4,127 |
| 2020年（令和2年）  | 4,165 |

### 世帯数の変遷
国勢調査による世帯数の推移。
| 年                 | 世帯数 |
| ------------------ | ------ |
| 1995年（平成7年）  | 1,852  |
| 2000年（平成12年） | 1,871  |
| 2005年（平成17年） | 1,896  |
| 2010年（平成22年） | 2,033  |
| 2015年（平成27年） | 1,940  |
| 2020年（令和2年）  | 2,069  |

## 学区
市立小・中学校に通う場合、学区は以下の通りとなる（2025年1月時点）。
| 丁目      | 番・番地等 | 小学校             | 中学校               |
| --------- | ---------- | ------------------ | -------------------- |
| 中島1丁目 | 全域       | 川崎市立旭町小学校 | 川崎市立富士見中学校 |
| 中島2丁目 | 全域       | 川崎市立旭町小学校 | 川崎市立富士見中学校 |
| 中島3丁目 | 全域       | 川崎市立向小学校   | 川崎市立富士見中学校 |

## 事業所
2021年（令和3年）現在の経済センサス調査による事業所数と従業員数は以下の通りである。
| 丁目      | 事業所数  | 従業員数 |
| --------- | --------- | -------- |
| 中島1丁目 | 32事業所  | 158人    |
| 中島2丁目 | 63事業所  | 467人    |
| 中島3丁目 | 50事業所  | 1,134人  |
| 計        | 145事業所 | 1,759人  |

### 事業者数の変遷
経済センサスによる事業所数の推移。
| 年                 | 事業者数 |
| ------------------ | -------- |
| 2016年（平成28年） | 164      |
| 2021年（令和3年）  | 145      |

### 従業員数の変遷
経済センサスによる従業員数の推移。
| 年                 | 従業員数 |
| ------------------ | -------- |
| 2016年（平成28年） | 1,560    |
| 2021年（令和3年）  | 1,759    |

## 交通
- 国道132号

## 施設
- 川崎市立川崎高等学校・附属中学校
- 川崎警察署 中島町交番
- 総合川崎臨港病院[18]

## その他

### 日本郵便
- 郵便番号 : 210-0806[3]（集配局 : 川崎港郵便局[19]）

### 警察
町内の警察の管轄区域は以下の通りである。
| 丁目      | 番・番地等 | 警察署     | 交番・駐在所 |
| --------- | ---------- | ---------- | ------------ |
| 中島1丁目 | 全域       | 川崎警察署 | 中島町交番   |
| 中島2丁目 | 全域       | 川崎警察署 | 中島町交番   |
| 中島3丁目 | 全域       | 川崎警察署 | 中島町交番   |